# 4655 Marjoriika
4655 Marjoriika eller 1978 RS är en asteroid i huvudbältet som upptäcktes den 1 september 1978 av den rysk-sovjetiske astronomen Nikolaj Tjernych vid Krims astrofysiska observatorium på Krim. Den har fått sitt namn efter Marjo Riika Kuusela.
Asteroiden har en diameter på ungefär 5 kilometer.